# Vincenzo Fiorillo
Vincenzo Fiorillo (né le 13 janvier 1990 à Gênes, en Ligurie) est un footballeur italien qui évolue au poste de gardien de but.

## Biographie
Vincenzo Fiorillo est formé à l'UC Sampdoria avec lequel il fait ses débuts dans le football professionnel lors de la saison 2007-2008 en prenant part à une rencontre de Serie A. Après deux saisons et demie et quatre matchs joués, il est prêté en janvier 2010 à la Reggina qui évolue en Serie B. Il y joue cinq matchs avant de retourner dans son club formateur. La saison suivante, il est de nouveau prêté six mois au Spezia Calcio qui évolue en Serie C. Lors de la saison 2011-2012, il fait une saison blanche à la Sampdoria où il est troisième gardien avant d'être prêté à l'AS Livourne en Serie B. Il y fait une saison pleine en prenant part à vingt-neuf rencontres. Puis de retour dans son club formateur la saison suivante, en tant que doublure, il joue sept matchs toutes compétitions confondues.
Lors de l'été 2014, il rejoint la Juventus qui le prête dans la foulée au Delfino Pescara 1936 en Serie B. Il y trouve une place de titulaire et dispute trente-trois rencontres. La saison suivante, il est de nouveau prêté au Delfino Pescara avant d'être transféré définitivement.